# Gonolobus marmoreus
Gonolobus marmoreus är en oleanderväxtart som först beskrevs av Woods., och fick sitt nu gällande namn av G. Morillo. Gonolobus marmoreus ingår i släktet Gonolobus och familjen oleanderväxter. Inga underarter finns listade i Catalogue of Life.